# Hagapteryx
Hagapteryx is een geslacht van vlinders van de familie tandvlinders (Notodontidae).

## Soorten
- H. admirabilis Staudinger, 1887
- H. mirabilior Oberthür, 1911